# ショップライト
ショップライト (Shop right) は、雇用の目的の範囲内で働いている、会社（使用者）の設備を使用している、あるいは会社（使用者）の費用で発明している従業者による発明に対する特許について、会社（使用者）に無償で与えられる通常実施権である。アメリカ合衆国においては、特許法には職務発明についての明文の規定はないものの、ショップライトが判例上認められている。
たとえ従業者が権利を譲渡しなくとも、裁判所は会社が当該特許発明を実施するための権利を有することを認めることができ、そのため当該従業者により特許侵害で訴追されない。実施料を支払うことなく事業の通常業務に当該特許を利用できるため、会社はその特許の価値を現金化することができるであろう。ショップライトは一般承継できない、つまり、その使用者は事業全体を売却する場合を除き関連のない会社に売却できないが、売却できればそれだけで使用者に利益が生じる。